# Microhyla mixtura
Microhyla mixtura es una especie  de anfibios de la familia Microhylidae.

## Distribución geográfica
Se encuentra en China.